# كرايغ الكسندر
كرايغ الكسندر (5 يناير 1987 - ) (بالإنجليزية: Craig Alexander)‏ هو لاعب كريكت جنوب أفريقي.